# ドルベン
ドルベン（モンゴル語: Дөрвөн Dörben）とは、モンゴル高原に居住するモンゴル系遊牧集団の一つ。
「ドルベン」とはモンゴル語で「四」を意味する数詞であり、他にも「ドルベト（ドルベンの複数形）」という名前を持つモンゴル系遊牧集団は多数存在するが、いずれもこのドルベンとは無関係の集団である。

## 概要
『元朝秘史』の記述によると、「蒼き狼」ボルテ・チノの子孫にドア・ソコルとドブン・メルゲンという兄弟がおり、ドア・ソコルには「四人の」子供がいた。ドア・ソコルの死後、その四人の息子達は叔父ドブン・メルゲンとその妻アラン・コアを親族とは見なさず、見下して分かれて別の遊牧集団を形成し、4人兄弟を始祖とすることから「ドルベン氏（ドルベン・イルゲン）」と呼ばれるようになったという。更にドブン・メルゲンの死後、寡婦となったアラン・コアが「光の精（日月神）」と交わって産んだ3人の息子からカタギン氏・サルジウト氏・ボルジギン氏が生じ、これがモンゴル部族の支配階級となったとされる。このような『元朝秘史』の伝える伝承に対し、モンゴル史研究者の村上正二は「光の精（日月神）」こそが本来のモンゴル部族の始祖伝承であって、ボルテ・チノからドア・ソコルとドブン・メルゲン兄弟に至る系譜はモンゴル部族が拡大するに従って後から追加された伝承で、ドア・ソコルも本来はモンゴル部族によって征服されたウリヤンカン部族の族霊（オンゴン）ではあろうと指摘する。その上で、ドア・ソコルを始祖とするドルベン氏族は本来はウリヤンカン部族の1分派である狩猟採集民であろう、と推測している。
12世紀末、モンゴル部族内ではチンギス・カンの曾祖父カブル・カンを始祖とするキヤト氏とアンバガイ・カンを始祖とするタイチウト氏が2大勢力となって部族内の主導権争いを繰り広げていたが、その中でもドルベン氏族はタイチウト氏族と友好関係にあった。やがてチンギス・カンがキヤト氏の長として頭角を現すと、ドルベン氏はタイチウト・カタギン・サルジウト・コンギラト系諸氏族とともにジャムカを推戴し、チンギス・カンと敵対した。しかし、1202年に行われたクイテンの戦いにおける敗北によってドルベン氏ら反チンギス・カン連合の劣勢は決定的となり、1204年のナイマン部族滅亡時に遂にドルベン氏族もチンギス・カンに投降した。
以上のような経緯からモンゴル帝国に仕えたドルベン部族に仕えた人物の数は少なく、詳細も知られていないが、幾人かのドルベン氏出身者がチンギス・カンに仕えている。一人はモンゴル帝国の支配層たる千人隊長（ミンガン）に任じられたドスカであるが、この人物についてはドルベン氏出身であるということ以外何も分かっていない。もう一人はインド侵攻に派遣されたドルベイ・ドクシンであるが、この人物も出自・来歴について全く記録がない。最後の一人はブルキ・バウルチという人物で、「チンギス・カンの親衛千人隊」の百人隊長を務めたことが記録されるが、やはり来歴については不詳である。ただし、ブルキ・バウルチの孫ボロトはクビライの「別格の重鎮」として仕え、大元ウルス最初期の高官として活躍した。また、ボロトは後にフレグ・ウルスに移住して『集史』の編纂事業にも携わった（主に中国史の情報・大元ウルスの事情について情報提供をした）ことでも著名なため、ペルシア語訛のプーラード・アカの名前でも知られる。